# 膠州湾租借地
座標: 北緯36度07分24秒 東経120度14分44秒 / 北緯36.12333度 東経120.24556度

膠州湾
膠州灣

ドイツ勢力下にあった1912年の山東半島の地図。右上に膠州湾租借地の拡大図がある。

膠州湾租借地（こうしゅうわんそしゃくち、Kiautschou）は、ドイツ帝国が中国北部の山東半島南海岸に所有していた租借地である。膠州（現在の青島市の一部）の東南にハート型に食い込んだ膠州湾の水面全域と、湾の入り口の両側の半島が領域であった。面積は552平方km。位置は北緯36度7分24.44秒、東経120度14分44.3秒。1898年から1914年まで存在した。
膠州湾租借地は当時、「膠州」の発音に基づき、ドイツ語では「Kiautschou」（キアウチョウ）、英語では「Kiaochow」「Kiauchau」「Kiao-Chau」とローマ字化されていた（現在の表記：Jiaozhou）。膠州湾租借地の行政中心地として、ドイツは湾入り口東側の半島に青島（Tsingtau、ツィンタウ、現在の表記：Qingdao、チンタオ）を建設した。

## 背景
19世紀の帝国主義拡大の時代、統一を達成したドイツ帝国でも他国同様に植民地獲得への意識が高まり、これが中国におけるドイツ植民地建設へと大きく影響した。さらにドイツ植民地帝国の特質として、植民地は母国経済を支えるのが理想的だという理念があった。このため、多くの人口を抱える中国は、ドイツ製品の輸出市場として大いに注目され植民地化の標的になった。マックス・ヴェーバーのような思想家も政府に攻撃的な植民地政策を採るよう求めている。当時、世界の非欧州市場の中で中国市場は最重要と考えられ、その開放や閉鎖は列強にとって、またドイツにとって死活問題となった。
しかし世界的な軍事的影響力なくして世界政策はありえないと考えられた。世界的な軍事影響力には、ドイツ海軍艦隊が砲艦外交の担い手として平時のドイツの利益を守り、戦時にはドイツの貿易路を防衛して敵国の貿易路を妨害できることが含まれる。このため、世界各地にドイツの海軍基地網を築くことが重要であり、中国においても、巡洋艦艦隊・ドイツ東洋艦隊の母港となりドイツ本国にある大洋艦隊 （Hochseeflotte）の寄港先ともなる港が必要だった。
中国での港湾確保は、別の目的も伴っていた。艦隊増強によるドイツ国内外での強い緊張を考えれば、中国におけるドイツ植民地はドイツ海軍の宣伝場所にもなるべきだった。膠州湾租借地ははじめから、模範的植民地を目指して建設された。すべての設備や行政機関、その能率のよさなどは、中国人、ドイツ国民、そして世界に対して、群を抜いて効果的なドイツ植民地政策を見せ付けるものになるべきであるとされた。

## ドイツによる占領と租借
1860年、プロイセン王国の遠征艦隊がアジアを訪問し、この際膠州湾周辺地域も調査された。翌1861年、プロイセンと清の貿易協定が調印された。フェルディナント・フォン・リヒトホーフェンは1868年から1871年の中国探検の後、膠州湾を理想の艦隊基地として推薦している。
日清戦争後の1896年、当時ドイツ東洋艦隊の司令官だったアルフレート・フォン・ティルピッツ提督はこの地域を個人的に調査した。ドイツは三国干渉でともに清に対して恩を売ったロシア帝国やフランスに比べて中国での足場を築くのが遅れ、まだ他の列強の手のついていない地域を物色し、最終的に山東半島に目をつけた。
1897年11月1日、山東省西部の巨野県（きょやけん、現在の菏沢市）でドイツ人宣教師二人が殺される事件が起こった。この「鉅野事件」 （Juye incident）は、ドイツのヴィルヘルム2世皇帝に、「ドイツ人宣教師の保護」という侵略の口実を与えた。清国政府中央がこの事件の詳細を知るより前に、上海にいたドイツ東洋艦隊司令官オットー・フォン・ディーデリヒス （de:Otto von Diederichs） は11月7日に膠州湾占領作戦開始の命令を受けた（彼は1898年3月7日まで軍総督の地位に就くことになる）。11月14日、ドイツ海兵隊は長期航海途中の上陸と陸上訓練とを口実に膠州湾に上陸、戦闘なしで膠澳の総兵衙門にいた清国兵たち1,000人以上に退去を命じ、湾岸全域を占領した。清国側はこの部隊を撤退させようと努力を続けた。11月20日、清独交渉が始まったが、翌1898年1月15日、宣教師事件の和解という結果で終わった。

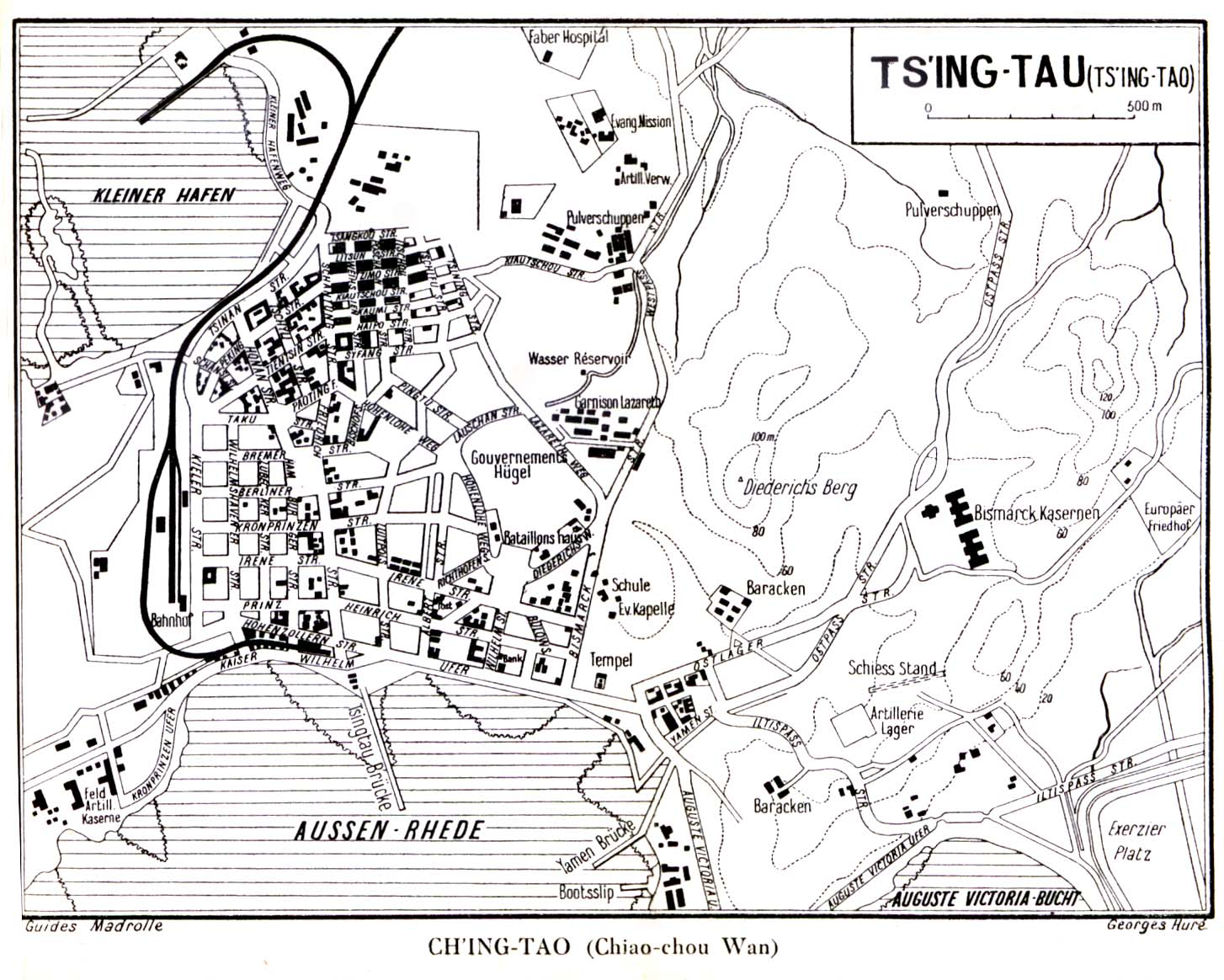
1912年のドイツ領青島の地図。市街地の周辺には兵営や砲台、火薬庫、射撃演習場などの軍事施設が置かれていた。

数ヵ月後の3月6日、ドイツ帝国は独清条約を結び、膠州湾を99年間清国政府から租借することになった。この租借地に、この周辺最大の膠州の町は含まれていなかったが、湾の水面全部と湾を囲む東西の半島、湾内外の島々は租借地となった。その周囲の幅50kmの地域は中立地帯となり、ドイツ軍の通行の自由が全面的に認められ、ドイツ政府の承認なしで中国側が命令や処分を下すことは出来なくなった。6週間後の4月6日、この地域は公的にドイツ保護下に置かれ、1899年7月1日には条約港として開港した。この時点で租借地内の人口は8万3千人であった。
清独の租借契約の結果、中国側は租借地内および、その周囲の幅50kmの中立地帯のすべての主権を放棄することになった。「膠州湾総督府」  (Gouvernement Kiautschou) はドイツ帝国の主権下にありながらなお清国の領土であったが、租借期間内はドイツの保護国としての状態が続くことになった。さらに、清国政府はドイツ帝国に二本の鉄道敷設権と周辺の鉱山・炭鉱の採掘権を譲渡した。ドイツ保護下の膠州湾租借地以外の山東省各地もこうしてドイツの影響下に入った。租借条約はドイツの勢力拡大に一定の歯止めをしたにもかかわらず、ロシア（大連）、イギリス（威海衛および香港外側の新界）、フランス（広州湾）への、同様の99年間租借に次々とつながってしまった（「9」は「久」につながり、99は久々となり永久の意味になる。イギリスが新界を租借した例は典型である）。

## 政治

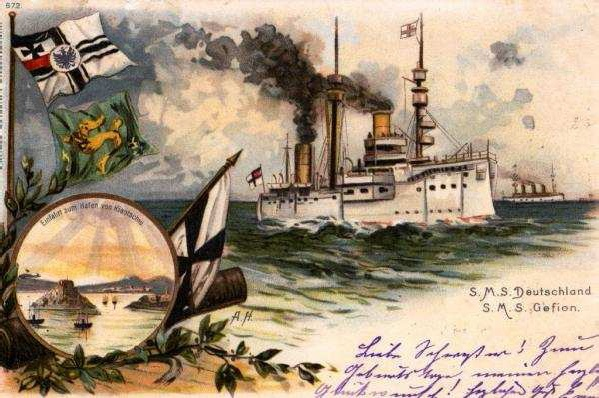
ドイツ海軍の装甲艦 「ドイッチュラント（SMS Deutschland）」と防護巡洋艦「ゲフィオン（SMS Gefion）」の膠州湾への到着。1899年

この保護領には、ドイツ艦隊の母港であり、艦船への燃料補給とそのための石炭採掘という役割を持ち、さらにドイツ帝国海軍の名声を高めるための場所という重要性があったので、膠州湾租借地はドイツ外務省植民地局（1907年以降の植民地省、Reichskolonialamt）ではなく海軍省 (Reichsmarineamt)の管轄となった。
租借地のトップは総督（Gouverneur, 5人の歴代総督はすべて海軍将校）で、海軍大臣ティルピッツから直接任命された。総督は租借地内の軍事指揮権と行政権を握っていた。軍事は副総督（海軍軍令部長）が運営し、行政は「民政部長」 (Zivilkommissar)が運営した。その他、膠州湾租借地で重要な機能を果たした官僚は、港湾・都市建設部長、1900年以降は裁判所・高等裁判所の判事、および「中国問題部長」であった。総督府参事会 (Gouvernementsrat)が、および1902年以降は「中国人委員会」 (Chinese committee)も、総督の諮問機関になった。
財政部、建築部、医務部は総督の直轄であり、これらは健康で快適で、経済や貿易が順調に回る、模範的な植民地作りという任務にあたって重大な役割を果たした。独自通貨・青島ドルをもととする厳格な金融制度、輸出入の関税の自由化、中国人からの土地の買収と測量によって土地を安全に取引できるようにする制度、埠頭やドックの整備、ヨーロッパ風で建築規則の厳格な街並み、移住させた中国人用の区画作り、街路樹の整備や禿山だった周囲の山々への植林、上水道と下水道、病院や小学校、ドイツと清の共同出資による徳華大学などがこの地に実現した。小さな港町だった膠澳は、緑が多く商業・法制度の整った一大商港・青島へと発展を遂げた。青島は埠頭やドックの使用料、農産物や石炭の輸出で多くの歳入を得た。
膠州湾租借地はそれ以上に艦隊を宣伝する場であったため、海軍省は経済や、後には文化の発展に力を入れた。最初の総督カール・ローゼンダール（de:Carl Rosendahl、任期：1898年3月7日 - 1899年2月19日）は海軍基地建設のみに集中し経済や都市整備などを無視したが、交代させられた後の2代目総督パウル・イェシュケ（de:Paul Jaeschke、任期：1899年2月19日 - 1901年1月27日）の代には植民地都市建設が加速した。第3代総督マックス・ロールマン（de:Max Rollmann、任期：1901年1月27日 - 1901年6月8日）、第4代総督オスカー・フォン・トゥルッペル（de:Oskar von Truppel、任期：1901年6月8日 - 1911年8月19日）、第5代で最後の総督アルフレート・マイヤー＝ヴァルデック（de:Alfred Meyer-Waldeck、任期：1911年8月19日 - 1914年11月7日）と、全て海軍将校が続いた。
- 青島天后宮
- 徳県路事件発生地：聖功女子中学
- ドイツの青島建設計画（1897年）
- ドイツ人が作成した青島の地図（1897年）
- ドイツ領時期の青島市街地
- ハガキ：青島人の市民生活（1898年）
- ハガキ：ドイツが膠州湾を清から租借（1899年）
- ドイツの青島租界
- ハガキ：ドイツの膠澳総督府
- ハガキ：青島の海辺

## 終焉
第一次世界大戦開戦直後、日本はドイツに対し、膠州湾租借地を中国に返還するよう最後通牒を発した。その最終期限の1914年8月23日、日本は対独宣戦布告した（日独戦争）。ドイツ東洋艦隊は湾の閉塞を恐れドイツ本国へ回航しようとしたが（開戦時には主力は既に青島から脱出していた）、南米のフォークランド沖海戦で敗北した。9月、山東半島に上陸した日本軍は膠州湾を目指し陸路ドイツ軍との戦闘を続け、湾の内外でも艦船同士の戦いがあった。10月31日からの青島の戦いの結果、1914年11月7日には膠州湾は日本軍が占領した。
なお、日独戦争開戦直前に青島を脱出した軽巡洋艦エムデンのインド洋での活躍は有名である。

## 日本軍による占領
第一次世界大戦参戦にあたり日本がドイツ政府宛に発した「独国政府ニ与ヘタル帝国政府ノ勧告」（8月15日）では、膠州湾租借地（青島）の全部を支那国（中華民国）に還付する目的をもって無償無条件に日本帝国官憲に交付することを要求しており、膠州湾租借地の解消と支那国への返還は当初からの予定であった。しかしその商業権益は日本政府及び日本人が引き継ぐべきと考えており、一方で中華民国側は日本軍による戦時占領を即時解除して中華民国側に引き渡すよう要求したことから青島占領後ただちにこの認識の違いが問題となった。日本はドイツと開戦しているのであって、戦時国際法によりドイツ海外領土である膠州湾租借地の軍事占領を継続する必要があり、返還を含めた最終協定はドイツとの講和条約を待つ必要があった。日本政府は袁世凱大総統と直接交渉をおこなうことで事態の打開に動いた（対華21ヶ条要求交渉）。この結果作成された2条約13公文により山東省の権益は正式に日本が引き継ぎ、また青島はドイツ講和まで日本軍が統治することとなった。
青島守備軍司令部が1917年10月まで軍政を敷き、その後は民政長官が行政を行っている。この時期、ドイツ風の街路や周囲の地名は全て日本語名に替えられた。神尾光臣、由比光衛らが青島守備軍司令官を歴任している。それなりに成功を収めたドイツ支配に対し、日本軍軍政は現地人から冷たい目で見られたとする文献もある。
1919年パリ講和会議では膠州湾租借地はドイツから中華民国に直接返還されるべきとする中華民国側の主張は退けられ、日本に譲渡されることになり、中国の民衆や学生は強く反発した（特に五四運動）。すでに高まっていた中華民国のボイコット運動などの影響や国際的な報道キャンペーンの圧力の中、日本は当初の予定通り膠州湾租借地を放棄することを決定し、1922年12月10日に日本は中国政府に膠州湾を返還した（山東還附）。膠州湾地区は中央政府直轄の特別地区・膠澳商埠となった。このさい外国人の地方行政への参政権や膠済鉄道の経営権の一部の日本への譲渡が取り決められたが、すでに山東周辺の対日感情は極度に悪化しており、これらの合意は実施されず権益は無視され保護されることは無かった。
この時期の山東省には2万人の日本人居留民が住み、この後も日本軍は1927年から1928年にかけ山東出兵を行い、1937年から1945年にかけても青島を占領統治している。

## 関連項目

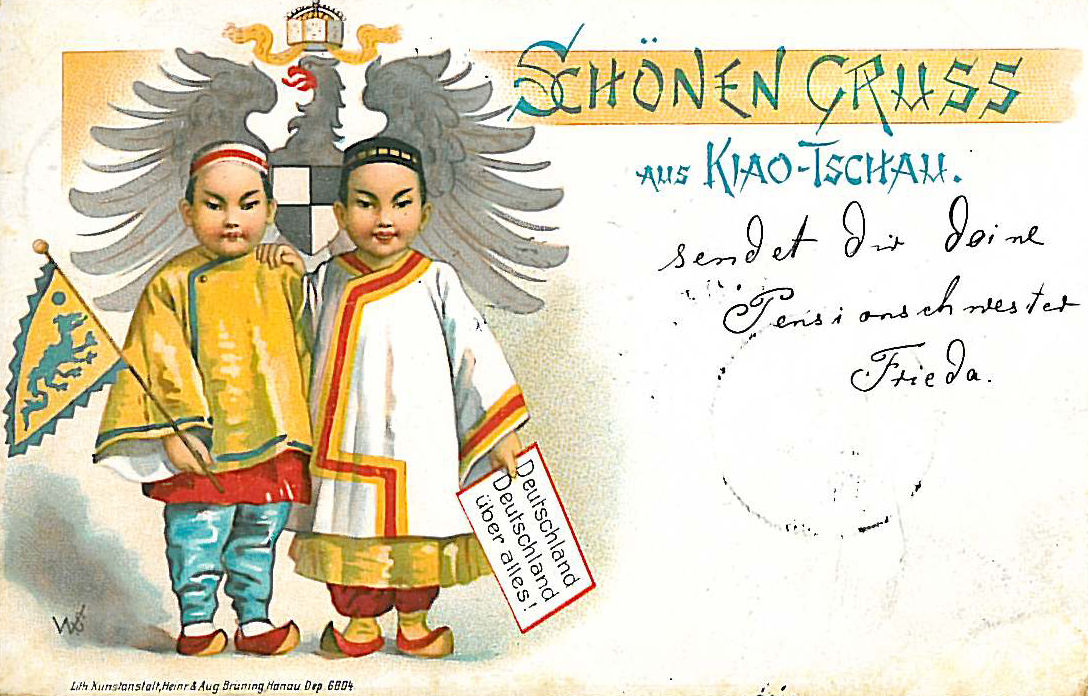
1900年ごろの絵葉書